# 원효터널
원효터널(元曉터널)은 천성산을 관통하는 경부고속선의 철도터널로 금정산~천성산 구간 26km 가운데 길이는 13,280m의 국내 최장터널이다. 울산광역시 울주군 삼동면 보은리와 경상남도 양산시 평산동을 연결한다. 울산~부산 구간에 있으며 현재 대한민국에서 5번째로 긴 터널이다. 2010년 11월 경부고속철도 2단계 구간이 개통되면서 운행을 시작했다.

## 명칭 유래
본래 이름인 원효터널보다 천성산터널(千聖山터널)으로 유명하다.

## 생태계 논란
KTX 선로의 원효터널은 건설 중인 터널로부터 약 300m 상공의 늪지 고갈로 인한 생태계 파괴 등 잠재적인 생태계 파괴 가능성에 주목하고 있는 국내 환경 NGO의 최근 우려사항이다. 연구 결과 터널 주변의 모든 늪 중 무제치 1, 2늪은 주로 하부습지 주변의 침식천의 영향으로 50년 전부터 그 지역에서 조금씩 작아지고 있는 것으로 밝혀졌다. 그리고 계속해서 증가하는 연간 평균 기온과 작업 전 늪에 대한 모니터링 결과, 늪의 물은 강우량에 절대적으로 의존하는 것으로 나타났다. 또한, 작업 중 모니터링 결과 터널에서 가장 가까운(80m 거리) 밀밭 늪에 대한 굴착 작업 중 및 굴착 작업 후 터널에서 발생한 누출은 전혀 나타나지 않았다.
한편, 그라우팅 공정이 없는 터널 구간에서는 지하수 흡수원의 영향을 받는 범위가 터널 주변으로 약 100m에 달하는 것으로 나타났는데, 이는 이러한 지하수 흡수원이 터널 주변 대부분의 늪에 큰 영향을 미치지 않음을 시사한다. 늪지 주변에 2개의 우물 추적자 시험을 실시한 결과 인접 지하수위가 인위적으로 가라앉아도 늪지 바닥에서 늪수가 흘러내리지 않는 것으로 나타났다. 그리고 물리적 조사 결과 지하수위가 늪 바닥보다 낮아지는 건기에도 늪은 포화상태를 유지하고 있는 것으로 나타났다. 따라서 터널공사로 지하수위가 가라앉는다고 가정하더라도 늪지대의 수위는 불투수층(이탄층)으로 인해 여전히 유지될 것으로 추정된다.